# Room Zoom: Race for Impact
Room Zoom: Race for Impact est un jeu vidéo de course sorti en 2004 sur PlayStation 2, Windows, GameCube et Xbox. Le jeu est développé par Blade Interactive et édité par Jaleco. En 2012, il est porté sur PlayStation 3.

## Système de jeu
Room Zoom: Race for Impact est un jeu de course dans lequel le joueur prend le contrôle de voitures de petite taille et fait des courses à travers huit environnements différents, généralement de la vie quotidienne. Des obstacles se placent sur le chemin du joueur et il lui est possible de récupérer des objets bonus afin de faire ralentir ses adversaires à la manière d'un Mario Kart. Le jeu propose douze circuits différents.